# Abdallah (balett)
Abdallah är en balett av August Bournonville. Den hade urpremiär i Köpenhamn 1855.

## Handling
Baletten utspelas i orienten och handlar om den fattige skomakaren Abdallah som förälskar sig i den vackra grannflickan Irma. Fatima, Irmas mor, anser dock att Abdallah är en helt olämplig kavaljer för sin dotter...